# Максимов, Владимир Михайлович
Владимир Михайлович Максимов (род. 1 мая 1936, Рождественно, Курская область) — советский и украинский хозяйственный и государственный деятель. Первый секретарь Крымского областного комитета комсомола (1965—1966). Председатель исполкома Симферопольского горсовета (1974—1982). Делегат XXVI съезда (1981).

## Биография
Родился 1 мая 1936 года в поселке Рождественно Глазуновского района Орловской области. В 1957 году окончил Егорьевское авиационно-техническое училище. В 1957—1960 годах техник-механик, секретарь комсомольской организации 79-го авиаотряда Симферополя. Член КПСС с 1960 года. В 1960—1964 годах второй секретарь Симферопольского городского комитета комсомола. В 1963 году закончил Киевский институт инженеров гражданской авиации по специальности инженер-механик. В 1964—1965 годах первый секретарь промышленного Крымского областного комитета комсомола. В 1965—1966 годах первый секретарь Крымского областного комитета комсомола. В 1966—1974 годах председатель Киевского райисполкома Симферополя, председатель Симферопольского городского комитета народного контроля.
В 1974—1982 годах председатель Симферопольского горисполкома. Делегат XXVI съезда (23 февраля — 3 марта 1981 года). В 1982—1989 годах заместитель начальника комбината «Крымстрой». В 1986 году закончил Днепропетровский инженерно-строительный институт по специальности инженер-строитель. В 1989—1991 годах начальник комплекса капитального строительства Главного планово-экономического управления Крымского облисполкома. В 1991—1994 годах председатель комитета инвестиций и строительного комплекса Совета министров Крыма. В 1994—1995 годах заместитель начальника ТСО «Крымстрой». В 1995—1996 годах руководитель аппарата, заместитель Представителя Президента Украины в КрымуВ. М. Горбатова. В 1996—2000 годах директор Крымского регионального научно-производственного отделения страхового фонда документации. В 2000—2003 годах директор Крымского регионального центра страхового фонда документации.
Председатель Совета ветеранов комсомола Крыма с 2007 года. Изданы воспоминания комсомольцев Крыма, идейным вдохновителем стал первый председатель Союза А. М. Оникий, составителем - Валерий Митрохин. Анатолий Ефимов выпустил книгу «Комсомол Симферополя», они же, а также Елена Митрохина, Дмитрий и Георгий Зуевы создали «Фотолетопись комсомола Крыма». По инициативе Николая Купрацевича и Николая Полапы создан сайт «Комсомольцы ХХ века». В 2010 году в Детском парке Симферополя открылся памятник «Комсомольцам всех поколений», средства на который собирали всем миром.

## Награды
- Заслуженный строитель Автономной Республики Крым  (2001).
- Заслуженный строитель Украины.
- знак отличия Автономной Республики Крым «За верность долгу»,
- Почетная грамота Совета министров АРК,
- Почетная грамота Президиума Верховной Рады Автономной Республики Крым (2006).